# USS LST-544
O USS LST-544 foi um navio de guerra norte-americano da classe LST que operou durante a Segunda Guerra Mundial.